# That Kind of Woman
That Kind of Woman (br.: Mulher daquele espécie / pt.: Uma certa mulher) é um filme estadunidense de 1959 do gênero "Drama", dirigido por Sidney Lumet. Produção de Carlo Ponti e Marcello Girosi para a Paramount Pictures. O roteiro de Walter Bernstein foi baseado em conto de Robert Lowry ("Layover in El Paso"), com muitas semelhanças com o filme de 1938 chamado The Shopworn Angel.
Locações em Nova Iorque e Long Beach.

## Elenco
- Sophia Loren... Kay
- Tab Hunter... Red
- Jack Warden...George
- Barbara Nichols...Jane
- Keenan Wynn...Harry Corwin
- George Sanders... The Man

## Sinopse
Em junho de 1944, Kay é uma sofisticada imigrante italiana que se tornou amante de um milionário de  Manhattan conhecido apenas como The Man. Ela é amiga de Jane, que é usada sexualmente para facilitar contatos do milionário com pessoas influentes do Pentágono. Durante uma viagem de trem de Miami a Nova Iorque, Kay e Jane ficam amigas dos soldados paraquedistas Red e sargento George Kelly. Kay e Red iniciam um romance e ela fica em dúvida se continua sua boa vida com o milionário que inclusive lhe propõe casamento além de continuar a morar num suntuoso apartamento em Sutton Place, Manhattan ou se deixa tudo para ficar com o soldado, prestes a embarcar para uma missão na França ocupada.

## Nominações
- Indicado ao Urso de Ouro no 9º Festival Internacional de Cinema de Berlim para melhor diretor.[3]